# Jacques-François Blondel
Jacques-François Blondel (ur. 8 stycznia 1705 w Rouen, zm. 9 stycznia 1774 w Paryżu) – francuski architekt i teoretyk architektury. Profesor Królewskiej Akademii Architektury.
Był autorem projektów zrealizowanych w Metzu (ratusz, parlament, pałac biskupi i College Royal St.Louis, 1763–1766). Był również jednym z encyklopedystów – napisał na zaproszenie Denisa Diderota i Jeana d’Alemberta rozdział poświęcony architekturze (1751–1772).

## Publikacje
- De la distribution des maisons de plaisance (1737)
- L'architecture française (1752-1756)
- Cours d'architecture civile... (1771-1777)
- tłumaczenia prac Witruwiusza